# Брадшо (Западна Вирџинија)
Брадшо (енгл. Bradshaw) град је у америчкој савезној држави Западна Вирџинија.

## Демографија
По попису из 2010. године број становника је 337, што је 48 (16,6%) становника више него 2000. године.
| Група             | 2000.       | 2010.       |
| Белци             | 288 (99,7%) | 332 (98,5%) |
| Афроамериканци    | 0 (0,0%)    | 2 (0,6%)    |
| Азијати           | 0 (0,0%)    | 0 (0,0%)    |
| Хиспаноамериканци | 0 (0,0%)    | 0 (0,0%)    |
| Укупно            | 289         | 337         |